# Koleczkowo

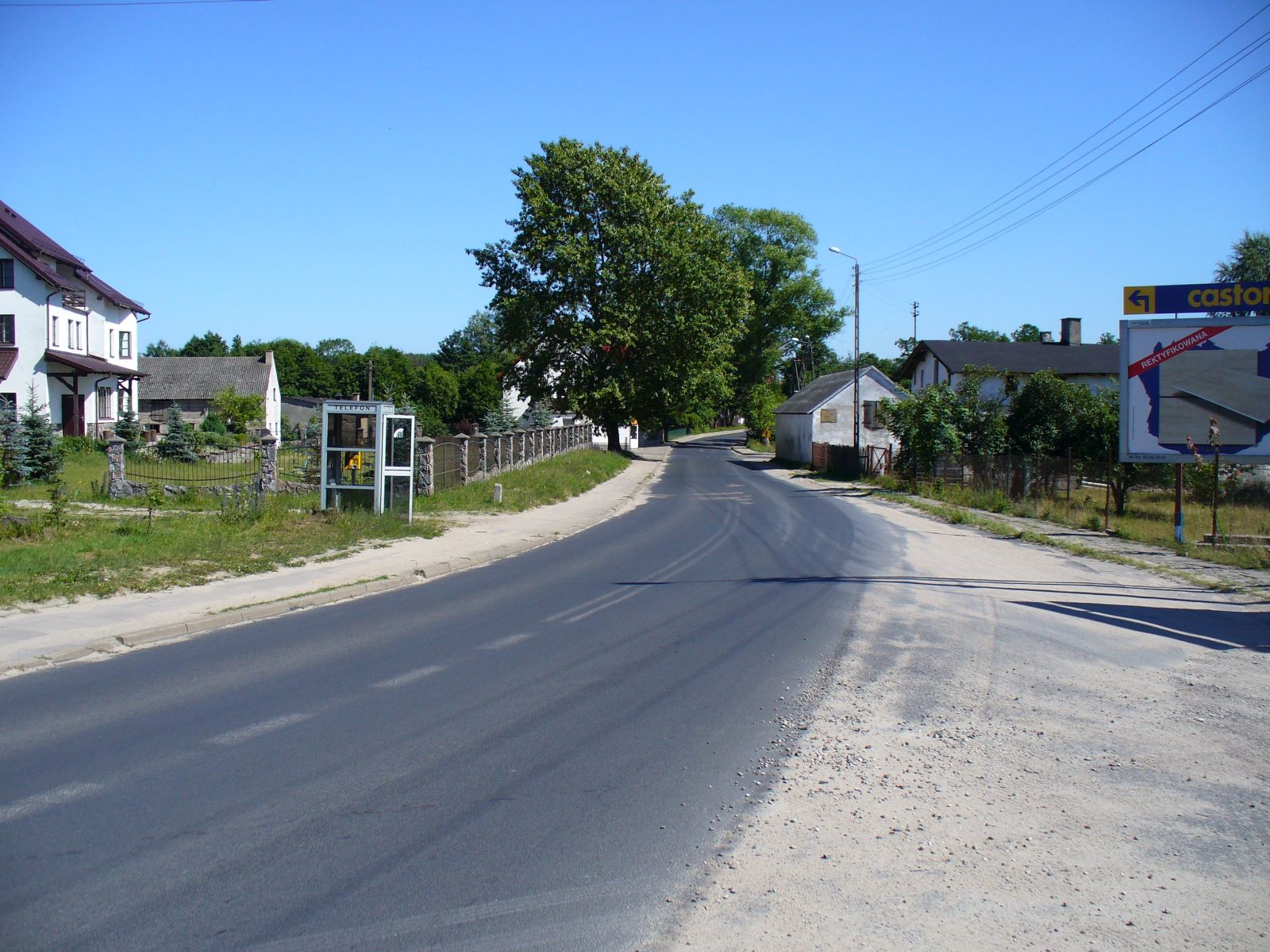
Koleczkowo

Koleczkowo (Kaschubisch: Kòleczkòwò; Deutsch: Kolletzkau) ist ein kaschubisches Dorf in Polen in der Woiwodschaft Pommern, im Powiat Wejherowski, in der Gmina Szemud am Rande des Dreistädte-Landschaftsschutzparks Trójmiejski Park Krajobrazowy an der Droga wojewódzka 218 und im Gebiet Wzgórza Chwaszczyńskie und am Fluss Zagórska Struga. Die Sołectwo umfasst auch: Bieszkówk, Koleczkowski Młyn, Marchowo, Mazurnia und Sarnia Góra. Es gibt ein Denkmal für die Soldaten der Widerstandsbewegung aus dem Pommerschen Greif.
Es war ein königliches Dorf im Danziger Bezirk der Woiwodschaft Pommerellen in der zweiten Hälfte des 16. Jahrhunderts. In den Jahren 1954–1961 gehörte das Dorf zur Gemeinde Koleczkowo und war dort Sitz der Behörden, danach gehörte es bis 1972 zu der Gemeinde Kielno. In den Jahren 1975–1998 gehörte das Dorf verwaltungstechnisch zur Woiwodschaft Danzig. Das Dorf befindet sich in der Nähe von Gdynia (Gdingen). Es ist eines der größten Reitzentren in der Umgebung der Dreistadt. Es handelt sich um ein schnell wachsendes Dorf, das von Touristen besucht wird, die zu den örtlichen Seen kommen. Es ist mit Gdynia durch Busse des öffentlichen Stadtverkehrs verbunden (Linien „191“ und „639“).
Die Pfarrei St. Simon von Lipnica in Koleczkowo wurde am 19. August 2007 gegründet. Die Errichtungsmesse mit der Einführung des Pfarrers wurde vom damaligen Metropoliten von Danzig, Erzbischof Tadeusz Gocłowski, gefeiert. Der Pfarrer ist Monsignore Roman Naleziński. Die Pfarrei gehört zum Dekanat Kielno des Erzbistums Danzig. Neben der Kapelle wird derzeit ein neues Kirchengebäude gebaut. Neben der Kirche befindet sich auch ein Gemeindefriedhof.
In Koleczkowo gibt es eine Gedenkstätte für die heldenhafte Verteidigung des Bunkers, deren Rekonstruktion sich neben der Schule befindet.

## Aufteilung des Dorfs
| SIMC    | Name              |
| ------- | ----------------- |
| 0175314 | Bieszkówko        |
| 1015558 | Koleczkowski Młyn |
| 0175320 | Marchowo          |
| 1015624 | Mazurnia          |
| 1015771 | Sarnia Góra       |

## Geschichte
Die im südlichen Teil des Dorfes entdeckten Kastengräber aus der sorbischen Kultur belegen, dass hier mindestens im ersten Jahrtausend v. Chr. Menschen siedelten.
Der Name des Dorfes erscheint in Urkunden aus der Wende des 14. und 15. Jahrhunderts - unter dem Datum 1399 als COLICZKOW, 1415 als KOLLACZTCZKOW, 1547 KOLECZKOWICE. In polnischen Quellen ab dem 17. Jahrhundert taucht der heutige Name KOLECZKOWO auf. Während der preußischen Teilung wurde das Dorf auf Deutsch Kolletzkau genannt. Während der deutschen Besatzung im Jahr 1942 wurde der Name Kolletzkau von den deutschen Propagandisten der Nazis als zu kaschubisch eingestuft (im Rahmen einer breit angelegten Kampagne zur Entschärfung der Namen des deutschen Lebensraums) und in einen neu erfundenen und deutscheren Namen, Kollendorf, umbenannt.
Koleczkowo war wahrscheinlich ab 1340 eine Pachtsiedlung nach deutschem Recht. Jahrhundert wurde es, wie viele andere pommersche Ländereien, vom Deutschen Ritterorden besetzt. Im Jahr 1773 wurde das bis dahin selbständige Dorf Bieszkówko im Zuge von Verwaltungsänderungen der bereits bestehenden Gemeinde Koleczkowo zugeordnet, die dadurch in den Kreis Koleczkowo fiel.
Mit der Gründung des Seebezirks am 29. Februar 1928 fusionierte die Gemeinde Koleczkowo mit der Gemeinde Kielno zu einer Gemeinde Kielno, die von den Schöffen von Koleczkowo verwaltet wurde. Schon damals hatte Koleczkowo 653 Einwohner und war damit ein sehr bedeutender Ort in der Region. Trotz der Wirtschaftskrise von 1929–1933 entwickelte sich Koleczkowo recht erfolgreich. Dies war zweifellos der Einfluss von Gdynia, einem Fischerdorf, das sich schnell in eine Hafenstadt verwandelte, als Koleczkowo das wichtigste Zentrum für den Bau der Stadt Gdynia war.

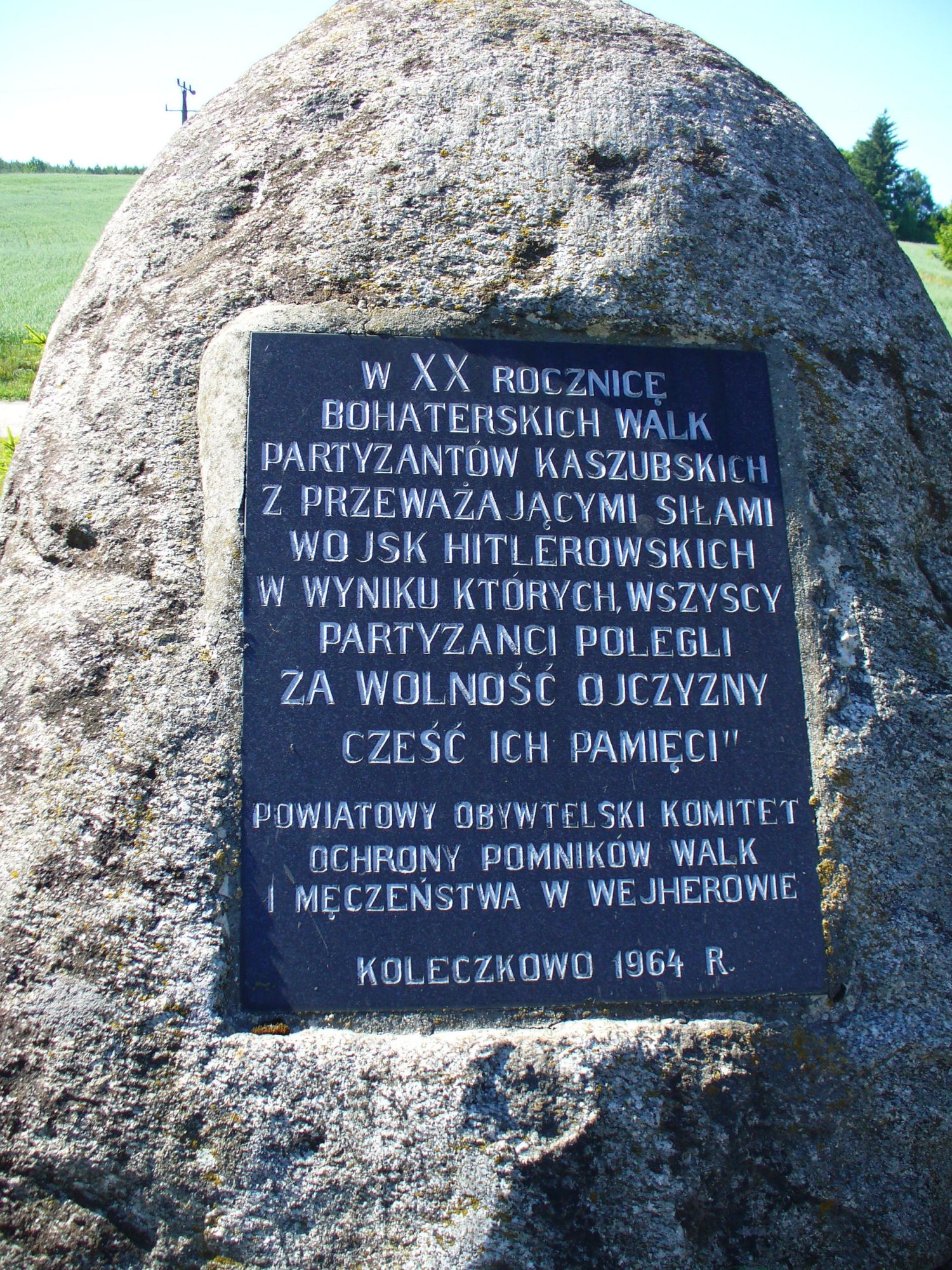
Denkmal in Koleczkowo

Am 27. September 1964 wurde eine Gedenktafel zu Ehren von 11 Widerstandskämpfern aus dem Pommerschen Greif enthüllt, die in einem ganztägigen Gefecht in einem Wald bei Koleczkowo (Głodówko, Piekiełko) mit vier Kompanien deutscher Gendarmen aus Wejherowo und Kartuzy gefallen waren. Die Teilungen nach 1973 trugen dazu bei, dass Koleczkowo ein Randdorf der Gemeinde Szemud wurde, was sich bis heute nicht geändert hat.
Das regionale Gesangs- und Tanzensemble wurde 1973 von F. Majkowski gegründet. Es ist ein Mehrgenerationen-Ensemble, dessen Mitglieder Einwohner von Koleczkowo und Umgebung sind. Es verwendet original kaschubische Kostüme und Instrumente. Es konzertiert bei verschiedenen Veranstaltungen in der Gemeinde, im Land und im Ausland (Frankreich, Deutschland, Ukraine, Dänemark, Litauen, Russland, …) und wurde mit zahlreichen Preisen ausgezeichnet. Es hat zwei Kassetten und zwei Platten aufgenommen.
Koleczkowo hat derzeit etwa 2.600 Einwohner und ist zusammen mit Bojano eines der am schnellsten wachsenden Dörfer der Gemeinde Szemud. Hier finden Prozesse statt, die für Vorstädte charakteristisch sind, z. B. werden immer mehr Bauernhöfe aufgelöst. Gegenwärtig gibt es in Koleczkowo fast keine Bauernhöfe mehr, es ist eine allmähliche Verstädterung des Dorfes zu beobachten, u. a. durch den Bau von Einfamilienhäusern, die Tätigkeit vieler Unternehmen und Geschäfte, Restaurants, den touristischen Einfluss des Hotels Bardo, agrotouristische Betriebe sowie eine entstehende Kirchengemeinde.

### Geschichte der Schule
Im 18. Jahrhundert begann der Unterricht für Kinder in Koleczkowo in Privathäusern. Im Jahr 1887 wurde die Volksschule in Koleczkowo von 130 Schülern besucht. Der damalige Lehrer war Antoni Miloch. An der Wejherowska-Straße wurde ein Schulgebäude gebaut, das ein Erdgeschoss und ein Obergeschoss sowie Personalwohnungen für die Lehrer umfasste. Am 27. September 1957 fand in Koleczkowo eine feierliche Zeremonie zur Enthüllung eines Obelisken zu Ehren der kaschubischen Partisanen statt, woraufhin die Schule in Koleczkowo nach den kaschubischen Partisanen benannt wurde. Im Jahr 1970 wurde neben der Schule ein Pavillon für Unterrichtszwecke gebaut, und zu diesem Zeitpunkt war die Schule eine vollwertige achtklassige Einrichtung mit 110 Schülern. Im Pavillon wurde in der Halle ein Wandgemälde angebracht, das die Partisanenschlacht am Fluss Sleza darstellt. Zu dieser Zeit befand sich auch eine Bushaltestelle neben der Schule, da die Kinder aus Bojano die ganze Zeit die Schule in Koleczkowo besuchten.
Im Jahr 1999, nach der Bildungsreform, wurde die Schule auf sechs Klassen reduziert und die Schüler aus Bojana begannen ihre Ausbildung an der Schule in Bojana. Die Schule in Koleczkowo blieb am selben Ort und in demselben Gebäude, das von Jahr zu Jahr sowohl aus didaktischen Gründen als auch wegen der Notwendigkeit einer Erweiterung für die Schüler immer weniger ausreichte, damit die ansässigen Familien ihre Kinder in die örtliche Schule schicken konnten. Im Jahr 2010 wurde schließlich mit dem Bau eines neuen Schulgebäudes begonnen, das mit dem vorherigen verbunden ist und somit eine große Schule für die örtlichen Schüler darstellt, die seit dem Schuljahr 2010/2011 direkt vor der Haustür lernen können.

## Denkmäler
- Bauernhöfe aus dem 19. Jahrhundert
- Mühle in Koleczkowski Młyn
- Bunker
- Obelisk

## Mit Koleczkowo verbundene Personen
- Alfred Loeper (polnischer Militäroffizier, Aktivist, Mitglied der geheimen polnischen Widerstandsorganisation Pommerscher Greif während der deutschen Besetzung Polens (Zweiter Weltkrieg))
- Zofia Dziewiszek-Andrychowska (Oberstpilotin der Streitkräfte der Volksrepublik Polen)